# HD 70148
HD 70148，又名BD-04 2303，SAO 135787、HR 3272，是一颗恒星，视星等为6.13，位于銀經228.35，銀緯17.02，其B1900.0坐标为赤經8h 15m 19.5s，赤緯-5° 17.02′ 48″。